# ジェントリ
ジェントリ（gentry）は、イギリスにおける下級地主層の総称。郷紳（きょうしん）と訳される。

## 概要
貴族階級である男爵の下に位置し、正式には貴族に含まれないものの、貴族とともに上流階級を構成する。
貴族とジェントリの間には称号（及び貴族院議員資格）以外の特権的な差異はなく、一つの「地主貴族層」として扱われた。
ジェントリは治安判事など地方行政職を無給で引き受け、地方の行政機構の一翼を担うとともに、中央官職へ人材を供給した。
家柄や所領規模に応じて、バロネット、ナイト、エスクワイアに分類される。

## 地主貴族層の形成
ジェントリは中世における最下層の領主身分の総称であった。イングランド王国の貴族の多くは、ウィリアム1世によるノルマン・コンクエストの際にイングランド各地に封じられたノルマン人を起源に持つが、ジェントリはそれ以前からの在地の有力者・領主たちであった。そのため貴族の勢力が強かった14世紀から15世紀にかけて、ジェントリはそれぞれ有力貴族の家臣として仕えることが多かった。しかし、薔薇戦争で多くの貴族の家門が絶えて貴族勢力が大幅に減じると、ジェントリ階級は薔薇戦争を制したテューダー朝の下で重宝され、減少した貴族の隙間を埋める領主勢力として頭角を現しはじめた。薔薇戦争以外にも、百年戦争や黒死病を始めとする封建制社会の動揺を経て、16世紀には封建領主から地主へと転化が進んで行ったが、ジェントリは貴族とともに「地主貴族層」として扱われ、一定の尊厳を保ちつつ20世紀初頭に至るまで社会影響力を保持し続けた。
19世紀までのイギリスにおいて、爵位を持つ貴族の家門は他の大陸諸国と比べ極めて少なく、また貴族とジェントリの間に称号（及び貴族院議員資格）以外の特権な差異は存在しなかった。そのため両者は「地主貴族層」として一つの伝統的エリート層（ジェントルマン）を形成し、社交界を通じて両者の通婚化は進み、スクワイアラーキーと呼ばれる強固な地主支配体制を構築していった。

## 社会的地位と流動性
イギリスにおいてジェントリが「ジェントルマン」として社会的尊厳を保ち続けていたことはよく知られているが、これは彼らが広大な土地を所有する地主（不労所得者）として単に贅沢を楽しみ収奪する存在だけではなく、（少なくとも建前の上では）地域社会に奉仕する名士として振るまい、かつそれを周囲に示し続けることで、彼らの支配こそが最上の者による支配なのだという印象を終始維持し続けられたためである。それは、戦争があれば自ら率先して戦場に赴くことであったり、治安判事などの官職を無給で引き受けて地域の治安維持や収税に努めることであったり、慈善事業に積極的に取り組んで地域社会に貢献することであった。これらの行いはノブレス・オブリージュ（仏: noblesse oblige ― 高貴なる者の義務）と呼ばれ、商業的に成功した新興の富裕者（成り上がり者）と異なり、ジェントリは自己の利益だけを顧みない（実際には無給の官職は不労所得者（つまり上流階級）以外の政治参加への道を閉ざしていたことはさておき）名士的な存在であるとの印象を周囲に与えた。
16世紀になると社会の発展や変化に伴って、中間層（ミドリング・ソートと呼ばれる人々）の勃興が始まるが、商業的に成功して莫大な富を手に入れた彼らは、その成功に見合った名誉と尊敬を求め始めるようになる。彼らに地主貴族層への仲間入りの機会を提供したのは、ヘンリー8世による宗教改革であった。宗教改革によってカトリックの修道院は解散させられ（修道院解散）、その領地は王領地へと編入されたが、その土地は後に行政機構改革（政府債務削減）の財源とするために売却されることとなった。この旧修道院領を買い取り、自身の所領とすることで、成功した中間層は念願のジェントリとなることができたのである。こうして「ビジネス」で成功した人物（中流階級）が、成功の仕上げとして土地を買い取りジェントリ（上流階級）になるという道筋は定着していった。時代を経て、立身出世の手段が金融や交易から海外植民地との貿易や植民地経営に変わっても、この道筋は変わらず続いた。このように、成功した人間（新興勢力）を既存体制への挑戦者ではなく、ジェントリという体制側に取り込むことによって、イギリスは硬直化していた階級社会に一定の流動性をもたらすことに成功し、同時に既存の地主支配体制をより磐石なものとすることに成功した。

## 企業家としてのジェントリ
ジェントリは元来、封建領主として領地運営を本分とし、商業活動には積極的に関わらないとされてきたが、16世紀・17世紀以降の社会の発展・変化に伴って徐々に商業活動に関わっていくようになった。産業革命に必要な資本を蓄積したと言われる毛織物産業の推進役となったのも、彼らジェントリたちである。16世紀・17世紀頃のイングランドでは、毛織物産業の中心は輸出用半完成品（「旧毛織物」）から「新毛織物」といわれる薄手の完成品に移り変わっており、また南ネーデルラント諸州から新教徒が多数亡命してきたこと（ネーデルラント連邦共和国独立の際に南ネーデルラント諸州がスペイン領へ残存したため）を受けて、輸入に頼っていた奢侈品などの国産も開始されようとしていた。これらの「実験企業」の活動は、ジェントリたちの指導によって進められた。
17世紀末から18世紀初頭にかけて、小規模な地主が没落して大地主がより興隆するというジェントリの二極分化が起こったが、これは自由貿易や産業の発展が急速に進んでいく中、本来の農業経営だけでは立ち行かず、社会の変化に対応した「資本家的」な経営に順応できたか否かによって明暗が分かれたとする見方がある。これには、一族が中央で有利な官職を得られたか否かによって明暗が分かれた等、他の観点からの反論もあり、いまだ結論は出ていない。いずれにせよ、この頃よりジェントリは「資本主義的」経営への適応を見せており、このジェントリ層の企業家的傾向はイギリスにおいて産業革命が発生した要因の一つとなっている。